# Oceanodroma matsudairae
El paíño de Matsudaira (Oceanodroma matsudairae) es una especie de ave procelariforme de la familia Hydrobatidae que habita en el océano Índico y océano Pacífico oriental.

## Distribución y hábitat
Cría únicamente en las islas de Los Volcanes, al sur de Japón, y pasa el inverno en el océano Índico.